# Franklinford
Franklinford ist eine kleine Gemeinde im zentralen Hochland von Victoria, Australien, die im Shire of Hepburn liegt. Das Gebiet um Franklinford wurde im Januar 1841 von Edward Stone Parker, ein Assistent-Protector of Aborigines, zur Errichtung der Loddon Aboriginal Protectorate Station ausgewählt, ein Protektorat für die Aborigines der Dja Dja Wurrung. Das Protektorat hatte für die Aborigines der Dja Dja Wurrung von 1841 bis zu ihrer Deportation im Jahr 1864 eine große Bedeutung. Die Siedlung liegt am Midland Highway.

## Geschichte

### Loddon Aboriginal Protectorate Station
Der Mount Franklin war ein traditionelles Land des Gunangara Gundidj Clans im Aboriginesstamm der Dja Dja Wurrung. Ethnografische und archäologische Belege zeigen, dass in diesem Gebiet große Zeremonien unter Beteiligung zahlreicher Aborigines stattfanden.

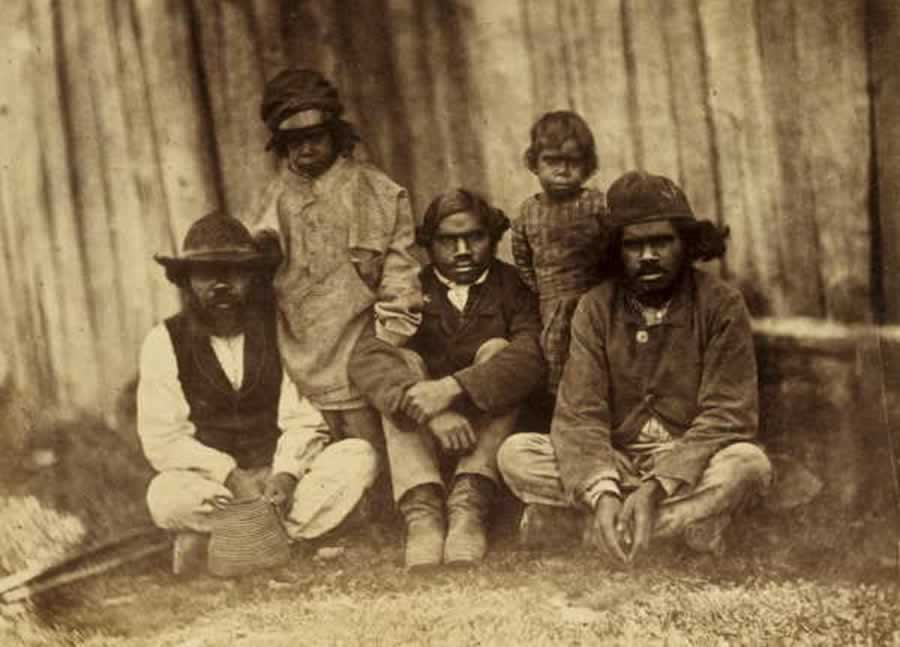
Aborigines-Farmer im Loddon Aboriginal Protectorate bei Franklinford (1858)

Im Januar 1841 wählte Parker den Mount Franklin am Jim Crow Creek als Standort wegen der sicheren Frischwasserversorgung mit Unterstützung der Dja Dja Wurrung wie auch des Commissioner Crown Lands Frederick Powlett für die Aborigines-Heimstätte aus. Die Genehmigung zum Bau wurde im März erteilt, und eine große Anzahl von Dja Dja Wurrung, begleitet von Parker, kamen im Juni 1841 in dieses Gebiet, weil dort die Station am William Mollison's Coliban Run, in Form einer Hütte als Außenstation bereits bestand. Der Ort wurde unter den Dja Dja Wurrung als Loddon Aboriginal Protectorate Station wie auch das Gebiet als Larne-ne-barramul oder habitat of the emu (deutsch: Gebiet der Emus) bekannt. Der nahe gelegene Mount Franklin wurde von ihnen Lalgambook genannt.
Eine Heimstätte, Kirche, Schule und weitere Gebäude wurden erbaut. Franklinford hatte für die Dja Dja Wurrung während der 1840er Jahre große Bedeutung, da sie dort Schutz fanden, Essen erhielten und ihre traditionellen Kulturpraktiken entsprechend ihrem semi-nomadischen Lebensstil fortsetzen konnten, soweit sie es wollten. Zu dieser Zeit waren über 200 Aborigines dort untergebracht.
Die Aboriginal Protectorate School in Franklinford wurde aufgelöst und die Kinder wie auch ihre Familien wurden im Februar 1848 in die Aborigines-Missionsstation Coranderrk deportiert. Am 31. Dezember 1848 kam es zur Auflösung des Protektorats am Mount Franklin, als noch 20 oder 30 Dja Dja Wurrung in der Station lebten. Sechs Männer der Dja Dja Wurrung siedelten in der Nähe von Franklinford, aber alle – bis auf einen – starben durch Unfälle oder Atemwegserkrankungen. Tommy Farmer war der letzte Überlebende, der im Jahre 1864 nach Coranderrk ging.

### Going Home Camp
Am 26. Mai 2004 besetzte Susan Rankin, eine Elder der Dja Dja Wurrung, das Land der Krone bei Franklinford friedlich und rief das Lager zum Going Home Camp aus. Rankin stellte eine Anfrage an das Department of Sustainability and Environment (DSE) in Victoria, ob es Dokumente besitze, die belegen, dass die Krone das Recht habe, das Land zu okkupieren. Daraufhin erhielt ihr Anwalt in Daylesford am 2. Juni 2004 die Antwort des lokal zuständigen DSE-Beamten, dass das Department solche Dokumente nicht vorlegen könne und bezweifele, dass derartige Dokumente überhaupt existieren.

### Franklinford Common School und Franklinford Hall
Die Franklinford Common School wurde in der Mitte der 1860er Jahre erbaut und in die Victorian Heritage List aufgenommen, weil es sich um eine der wenigen Schulen ihrer Art handelt, die noch in ihrem Originalzustand in einer ländlichen Siedlung existiert.
Das Schulgebäude und die Franklinford Hall wurden in die Victorian Heritage List aufgenommen. Die Halle wurde im Dezember 2008 grundlegend saniert; die Sanierung wurde hauptsächlich von der Regierung Victorias finanziert.
Das Postbüro in Franklinford wurde am 15. Februar 1859 eröffnet und 1969 geschlossen.